# Cornelius Paul Hoynck van Papendrecht
Cornelius Paul Hoynck van Papendrecht (1686-1754) was een Hollands rooms-katholiek priester. Hij was privé-secretaris van de aartsbisschop Alsace van Mechelen en kreeg ook de titel van aartspriester.
Hij schreef in 1725 een polemisch geschreven geschiedenis van de kerk van Utrecht. Zijn belangrijkste werk was het vierdelige Analecta Belgica (1743-1753) waarin hij belangrijk bronnenmateriaal voor de geschiedenis van de 16e eeuw ontsloot.